# Europastraße 574
Die Europastraße 574 (kurz: E 574) ist ein Teil des internationalen Straßennetzes. Die in Rumänien aus Nordost in Südwest-Richtung verlaufende – 450 Kilometer lange – Europastraße führt aus der Kreishauptstadt Bacău des gleichnamigen Kreises bis nach Craiova, der Kreishauptstadt des Kreises Dolj.
Für die Benutzung des rumänischen Straßennetzes muss generell eine Vignette (Rovinietă) erworben werden.

## Streckenverlauf
Die E 574 hat den Charakter einer Landstraße und führt aus der Region Moldau über den Oituz-Pass (866 m) in den Ostkarpaten ins Burzenland und weiter über den Branpass (45° 26′ N, 25° 17′ O, ca. 1260 m) bis in die Kleine Walachei. Bei Bacău verbindet die E 574 mit der E 85, bei Brașov (Kronstadt) die E 60 sowie auch die E 68, bei Pitești die rumänische A1 – Teil der E 81 – sowie auch die E 70 und bei Craiova verbindet die E 574 die E 70 sowie auch die E 79.
Die Straße bildet zwischen Bacău und Brașov den rumänischen Drum național 11, zwischen Brașov und Pitești den rumänischen Drum național 73 und zwischen Pitești und Craiova den rumänischen Drum național 65.

### Orte und Länge der Teilstrecken an der E574
Die Straße führt durch folgende Orte: Bacău – Onești (48 km) – Târgu Secuiesc (71 km) – Brașov (60 km) – Râșnov (26 km) – Câmpulung (66 km) – Pitești (61 km) – Slatina (70 km) – Craiova (48 km).